# Fredrik Zetterström
Jan Fredrik Gideon Zetterström, född 18 juli 1972 i Huddinge församling i Stockholms län, är en svensk operasångare.

## Biografi
Fredrik Zetterström är son till Jan Eric Zetterström och Susanne Margareta, ogift Hermundstad.
Zetterström gick vid  Adolf Fredriks Musikklasser och sjöng där i Adolf Fredriks Gosskör under Jan Åke Hillerud, och medverkade därmed flitigt på Operan i unga år. Zetterström fortsatte senare till Södra Latins musiklinje. Han blev sedan den yngste sedan Jussi Björling att få börja studera vid Operahögskolan i Stockholm 1992-94 samt för professor Birgit Stenberg. 
Han har sjungit de flesta av operalitteraturens stora baryton-partier som Rigoletto, Jago i Otello, Renato i Un ballo in maschera, Figaro i Barberaren i Sevilla, Germont i La traviata, Marcello i La Bohème, Scarpia i Tosca, Jochanaan i Salome, Leporello i Don Giovanni, Enrico i Lucia di Lammermoor, Greven i Figaros bröllop, titelrollen i Wozzeck och Tonio i Pajazzo.
Zetterström har varit verksam vid bland annat Kungliga Operan, Göteborgsoperan, Malmö Opera, Värmlandsoperan, Norrlandsoperan, Folkoperan , Den Norske Opera,  Det Kongelige Teater i Köpenhamn, Den Jyske Opera i Århus, Staastoper Hannover, Fondazione Arena di Verona, Lettiska Nationaloperan i Riga samt Chicago Opera Theater.
Sommaren 2011 sjöng han Wotan i Rhenguldet och Vandraren i Siegfried i Värmlandsoperans uppsättning av Nibelungens ring. Våren 2012 debuterade han även på Kungliga Operan som Scarpia i Tosca, dit han även återkom som Renato i Maskeradbalen.
Våren 2013 sjöng han titelrollen i den skandinaviska premiären av Aribert Reimanns Lear på Malmö Opera. 2018 gjorde han en bejublad italiensk operadebut som Jochanaan i Richard Strauss Salome på Teatro Filarmonico i Verona.                                        2024 sjöng han Giacomo i den skandinaviska premiären av  Giuseppe Verdis Giovanna d'Arco på Malmö Opera. 
Zetterström arbeter även som adjukt i musikalisk gestaltning med inriktning operasång på Stockholms Konstnärliga Högskola. 
Han har tidigare varit gift med Malin Gjörup och är nu omgift med sopranen Alexandra Büchel.

## Priser och utmärkelser
- 2023 - Stockholm Culture Award
- 2013 – Birgit Nilsson-stipendiet
- 2012 – Tidskriften Operas Operapris för tolkningen av Alban Bergs Wozzeck på Norrlandsoperan

## Teater

### Roller
| År   | Roll           | Produktion                               | Regi                  | Teater                   |
| ---- | -------------- | ---------------------------------------- | --------------------- | ------------------------ |
| 2018 | Prosit, 432 år | Snövit – för vuxna Staffan Valdemar Holm | Staffan Valdemar Holm | Kulturhuset Stadsteatern |